# نسيم فكرت
نسيم فكرت (بالفارسية: نسیم فکرت) مدون وصحفي أفغاني عمل في وسائل إعلام مختلفة. فاز مرتين بجوائز حرية التعبير، الأولى في عام 2005 من منظمة مراسلون بلا حدود في فرنسا والثانية في عام 2008 من منظمة السلامة المعلوماتية والحرية في سيينا، إيطاليا. وهو محرر مدونة (المارد الأفغاني) ومدير جمعية كتّاب المدونات الأفغان (AABW). ظهرت أعمال فكرت على قناة سي إن إن وفي القسم الفارسي بهيئة الإذاعة البريطانية ومجلة فورين بوليسي (السياسة الخارجية)، يدير الناتو والأمم المتحدة مواقعه الإخبارية ومنشوراته. وبصفته زعيم حركة صغيرة من الصحفيين الشباب فهو يدعو إلى حرية الصحافة في أفغانستان.

## وصلات خارجية
- الموقع الرسمي لنسیم فکرت - افغان لورد - مدوَّنة بالإنجليزية
- أفغانستان من عيني التصوير الصحفي